# Moyenvic
Moyenvic ist eine französische Gemeinde mit 329 Einwohnern (1. Januar 2022) im Département Moselle in der Region Grand Est (bis 2015 Lothringen). Sie gehört zum Arrondissement Sarrebourg-Château-Salins.

## Geographie
Die Gemeinde liegt in Lothringen am linken Ufer der Seille, einem Nebenfluss der Mosel, sieben Kilometer südöstlich von Château-Salins. Das Gemeindegebiet umfasst 14,48 km².
Moyenvic bildet einen Knotenpunkt für Fernstraßen. Hier kreuzt sich die Verbindung von Metz nach Lunéville mit der Verbindung von Nancy nach Straßburg. An der östlichen Gemeindegrenze verläuft das Flüsschen Nard, das zum Canal de Flottage des Salines ausgebaut wurde.

## Geschichte
Der Ort wurde 836 als Mediano vico salinæ erstmals erwähnt, der Name bezieht sich auf die Lage des ehemaligen Dorfs im Saulnois (Salzgau oder Salinengebiet). Die Salinen waren seit dem  9. Jahrhundert in Betrieb.
Im Jahr 1999 fand man bei Ausgrabungen Spuren von Salzöfen aus der Hallstattzeit, sowie Reste einer Gallo-Römischen Villa aus dem Prinzipat, dem Zeitalter des Augustus.
Moyenvic gehörte den Bischöfen von Metz, die es befestigen ließen. 1418 und 1430 wurde es von den Metzern genommen und verbrannt. 1627 wurde es von Herzog Karl IV. von Lothringen wieder befestigt, kurz darauf jedoch von den Franzosen genommen und 1648 endgültig geschleift.  Durch die Bestimmungen im Frieden von Vincennes wurde 1661 Frankreich der Besitz vom Moyenvic bestätigt. Die letzte Saline wurde 1831 wegen Unrentabilität  geschlossen.
Durch den Frieden von Frankfurt vom 10. Mai 1871 kam Moyenvic an Deutschland und wurde dem Kreis Château-Salins, Bezirk Lothringen, im Reichsland Elsaß-Lothringen zugeordnet. 1915–1919 war die Ortsbezeichnung Medewich offiziell gültig.
Im Zweiten Weltkrieg wurde die Dorfbevölkerung von den Deutschen bis auf drei Familien vertrieben, das verlassene Dorf trug 1940–1944 den Namen Mettwich. Im September 1944 wurde Moyenvic von den US-Amerikanern (dem 761st Tank Battalion) eingenommen und bei den Kampfhandlungen fast vollständig zerstört. Von 1960 bis 1965 wurde die zerstörte Kirche durch die Saint-Pient, Saint-Agen und Sainte-Colombe geweihte neue Kirche ersetzt. Sie ist im Brutalismus-Stil vom Architekten Louis-Gilles Bureau, „Gil“ genannt, entworfen, der zu dieser Zeit mehrere Kirchen im selben Stil in Lothringen erbaut hat. Seit 2015 steht die Kirche und das gesamte Dorf unter dem Schutz des Patrimoine du XXe siècle (Erbe des 20. Jahrhunderts).

### Bevölkerungsentwicklung
| Jahr      | 1962 | 1968 | 1975 | 1982 | 1990 | 1999 | 2007 | 2019 |
| --------- | ---- | ---- | ---- | ---- | ---- | ---- | ---- | ---- |
| Einwohner | 289  | 318  | 307  | 288  | 324  | 342  | 361  | 345  |

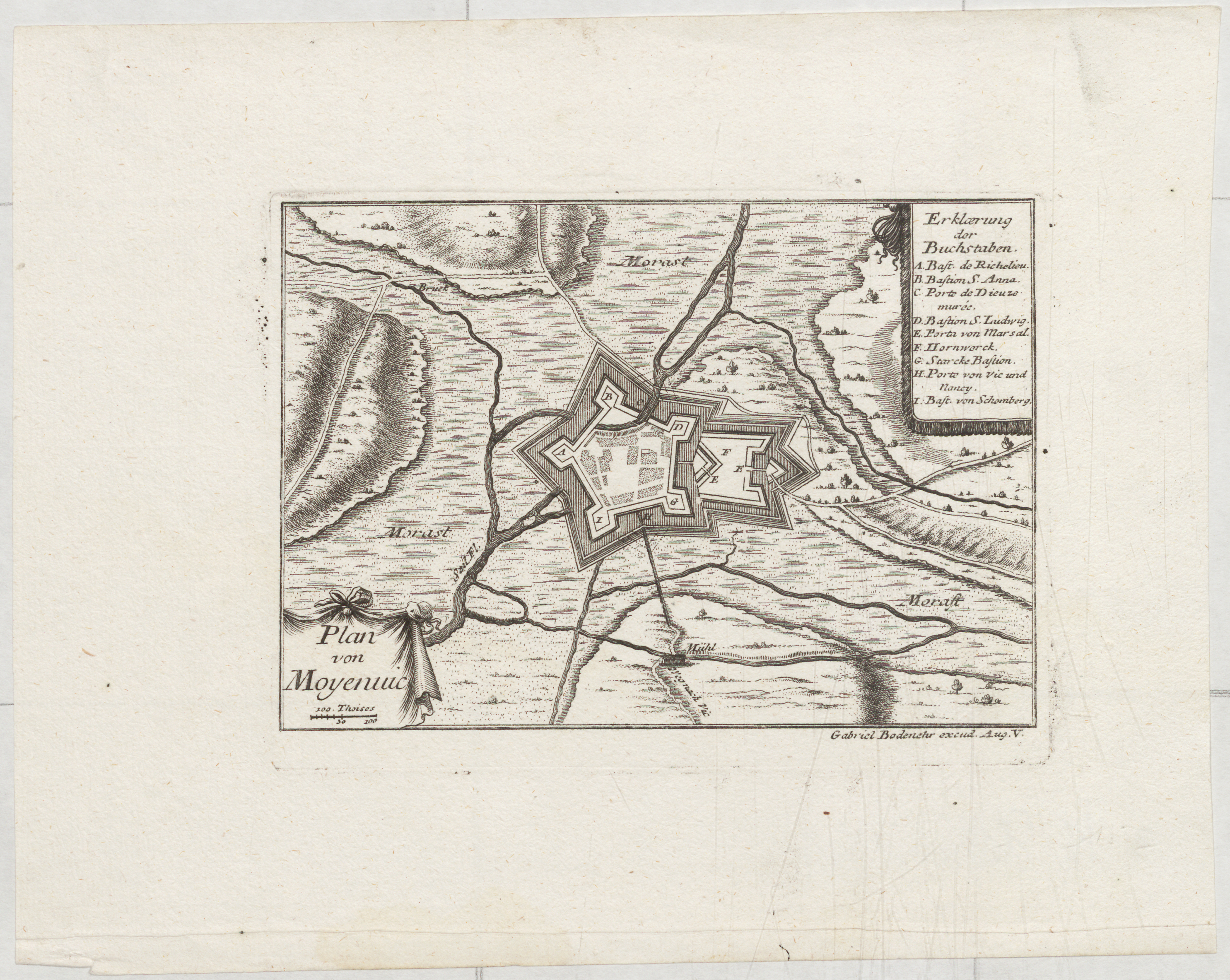
Plan der Festung, ca. 1700
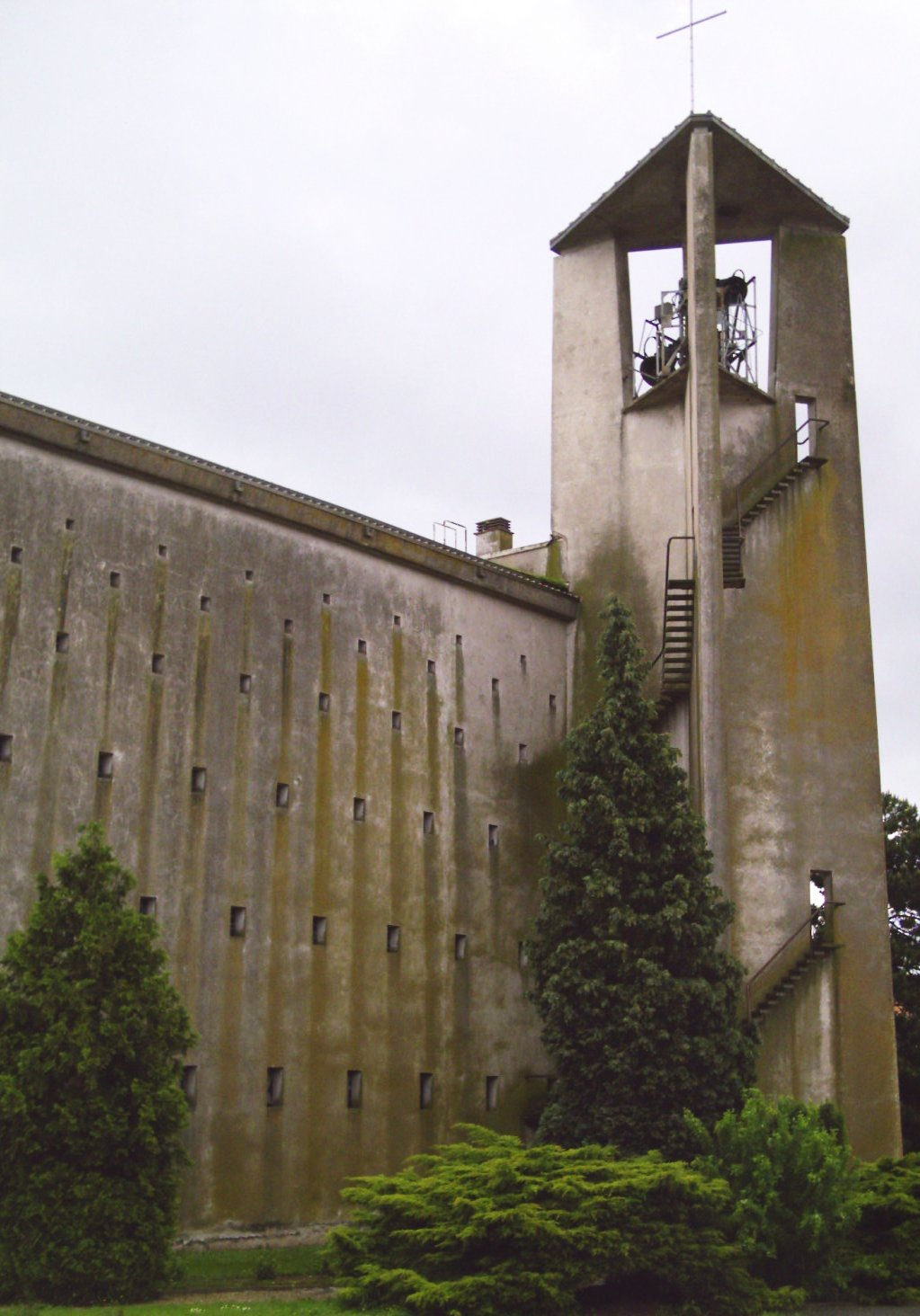
Kirche Saint-Pient
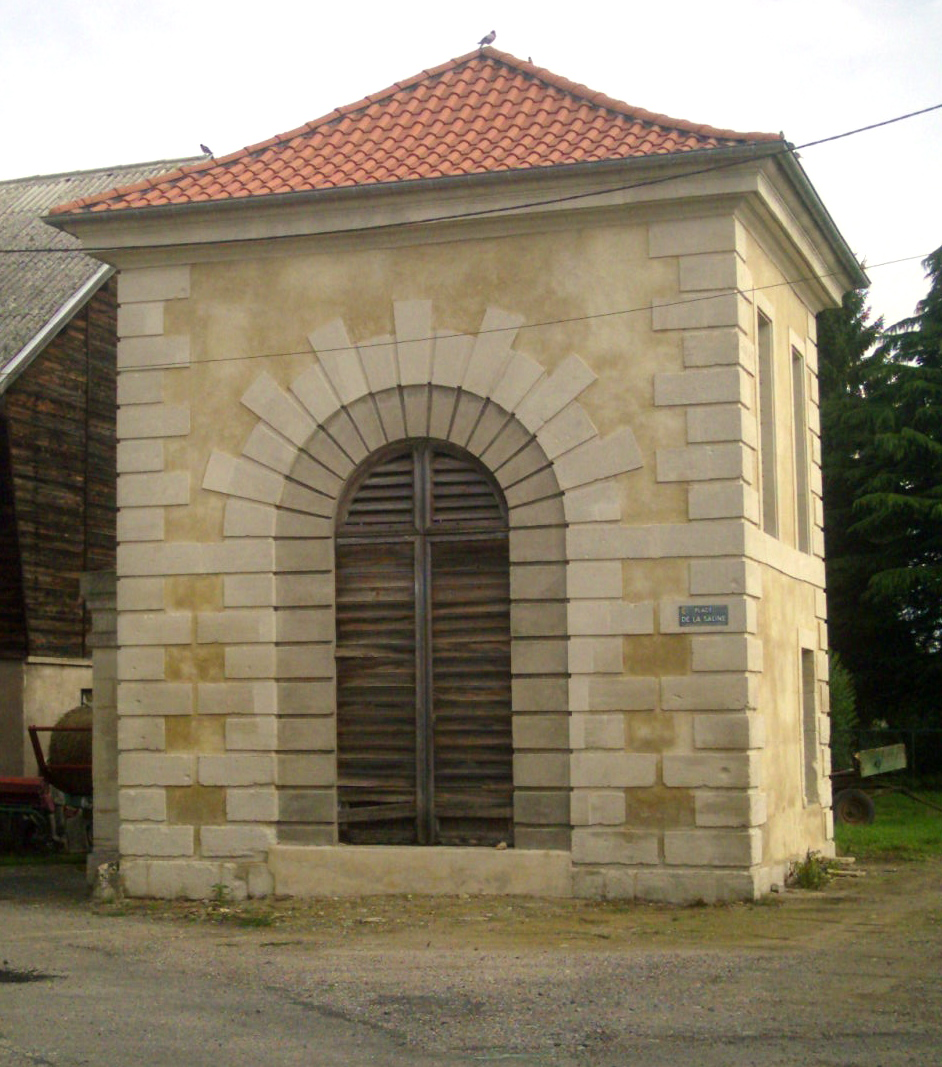
Eingang zur ehemaligen Königlichen Saline